# Idiosoma clypeatum
Idiosoma clypeatum es una especie de araña migalomorfa del género Idiosoma, familia Idiopidae. Fue descrita científicamente por Rix & Harvey en 2018.
Esta especie habita en Australia Occidental. El holotipo masculino mide 17,3 mm y el paratipo femenino 21,8 mm.